# Kevin Stacom
Kevin M. Stacom (New York, 4 settembre 1951) è un ex cestista e allenatore di pallacanestro statunitense, professionista nella NBA.

## Carriera
Venne selezionato dai Chicago Bulls al secondo giro del Draft NBA 1973 (24ª scelta assoluta) e dai Boston Celtics al secondo giro del Draft NBA 1974 (35ª scelta assoluta).
Con gli Stati Uniti ha disputato le Universiadi di Mosca 1973.

## Palmarès
- Campionato NBA: 1

Boston Celtics: 1976